# Oct-2-í
L'oct-2-í, (abans 2-octí), és un tipus d'alquí amb un triple enllaç en el seu segon carboni (el '2-' indica la localització de la triple enllaç a la cadena). La seva fórmula és C₈H14. La seva densitat a 25 °C i condicions per la resta estables és 0,759 g/ml. El punt d'ebullició és de 137 °C. La massa molar mitjana és de 110,20 g/mol.